# Empoasca dicyrta
Empoasca dicyrta är en insektsart som beskrevs av Caldwell 1952. Empoasca dicyrta ingår i släktet Empoasca och familjen dvärgstritar. Inga underarter finns listade i Catalogue of Life.